# Andrzej Choniawko
Andrzej Choniawko (ur. 18 lutego 1944 w Nieświeżu) – polski historyk, archiwista, badacz dziejów ruchu robotniczego oraz dziejów Wielkopolski, pracownik Archiwum Komitetu Wojewódzkiego PZPR w Poznaniu i Archiwum Państwowego w Poznaniu.

## Życiorys
Absolwent historii na Uniwersytecie im. Adama Mickiewicza w Poznaniu (1966), doktorat tamże w 1974. Pracował w Archiwum KW PZPR w Poznaniu oraz w Archiwum Państwowym w Poznaniu. Autor haseł w Słowniku biograficznym działaczy polskiego ruchu robotniczego. Był jednym z redaktorów pisma "Archiwa Polskiej Zjednoczonej Partii Robotniczej".

## Wybrane publikacje
- (współautor: Jan Sternal), Związek Zawodowy Drukarzy w okręgu poznańskim w latach 1871-1970, Poznań: Zarząd Okręgu Związku Zawodowego Pracowników Poligrafii 1971.
- (współautor: Stanisław Kaminiarz-Rostocki), Związek Młodzieży Socjalistycznej w Wielkopolsce, Poznań: Wydawnictwo Poznańskie 1976.
- ZMP w Wielkopolsce w latach 1948-1956, Warszawa: "Iskry" 1977.
- (współautor) Zarys historii ruchu robotniczego w Wielkopolsce, pod red. Antoniego Czubińskiego, Poznań: Wydawnictwo Poznańskie 1978.
- Czerwiec 1956 Poznań, Studencka Agencja Wydawnicza 1980.
- Stosunki polityczne w Wielkopolsce 1945-1950, Poznań: Wydawnictwo Poznańskie 1980.
- Związek Młodzieży Wiejskiej w Wielkopolsce 1957-1976: podstawowe fakty i dane statystyczne, Poznań: Międzywojewódzka Szkoła Aktywu Zarządu Głównego Związku Socjalistycznej Młodzieży Polskiej 1984.
- PZPR w Wielkopolsce 1948-1984, Poznań: Wydawnictwo Poznańskie 1987.
- (współautor) Dzieje Swarzędza: monografia [1638-1988], pod red. Stanisława Nawrockiego, Poznań - Swarzędz: Społeczny Komitet Obchodów 350-lecia Miasta Swarzędza 1988.
- (współautor) Dzieje Środy Wielkopolskiej i jej regionu, pod red. Stanisława Nawrockiego, Środa Wielkopolska: Urząd Miasta i Gminy 1990.
- 50 lat Spółdzielni Rzemieślniczej Rzemiosł Drzewnych w Poznaniu, Poznań: SRRD 1998.
- Instytut Zachodni w dokumentach, wybór i oprac. Andrzej Choniawko i Zbigniew Mazur, Poznań: Instytut Zachodni 2006.